# Tolansky (Mondkrater)
Tolansky ist ein Einschlagkrater auf der Mondvorderseite in der Ebene des Mare Cognitum, südlich des Kraters Parry und nordwestlich von Guericke.
Der Krater ist wenig erodiert und der Kraterboden ist flach.
Der Krater wurde 1976 von der IAU nach dem britischen Physiker Samuel Tolansky offiziell benannt.